# Liste der Monuments historiques in Marans (Charente-Maritime)
Die Liste der Monuments historiques in Marans (Charente-Maritime) führt die Monuments historiques in der französischen Gemeinde Marans auf.

## Liste der Bauwerke
| Bezeichnung       | Beschreibung              | Standort | Kennzeichnung | Schutzstatus | Datum | Bild           |
| ----------------- | ------------------------- | -------- | ------------- | ------------ | ----- | -------------- |
| Kirche St-Étienne | Erbaut im 12. Jahrhundert | (Lage)   | PA00104787    | Classé       | 1921  | weitere Bilder |

## Liste der Objekte
| Bezeichnung                        | Beschreibung                                                      | Standort                                        | Kennzeichnung | Schutzstatus | Datum | Bild |
| ---------------------------------- | ----------------------------------------------------------------- | ----------------------------------------------- | ------------- | ------------ | ----- | ---- |
| Kahn                               | Kahn zur Unterhaltung des Canal de Vix; Irokoholz und Eisen, 1959 | (Lage)                                          | PM17002570    | Inscrit      | 2014  |      |
| Zwei Reliquiare                    | Elfenbein und Silber, 18. oder 19. Jahrhundert                    | in der Kirche Notre-Dame de l’Assomption (Lage) | PM17001694    | Inscrit      | 1991  |      |
| Gemälde Jesus bei Martha und Maria | Öl auf Leinwand, 1701                                             | in der Kirche Notre-Dame de l’Assomption (Lage) | PM17000570    | Classé       | 1990  |      |
| Erinnerungsplakette                | Kupfer, 1661                                                      | in der Kirche Notre-Dame de l’Assomption (Lage) | PM17000594    | Classé       | 1994  |      |
| Kruzifix                           | Holz, farbig gefasst und vergoldet, 17. Jahrhundert               | in der Kirche Notre-Dame de l’Assomption (Lage) | PM17000684    | Classé       | 1991  |      |